# 像素游戏

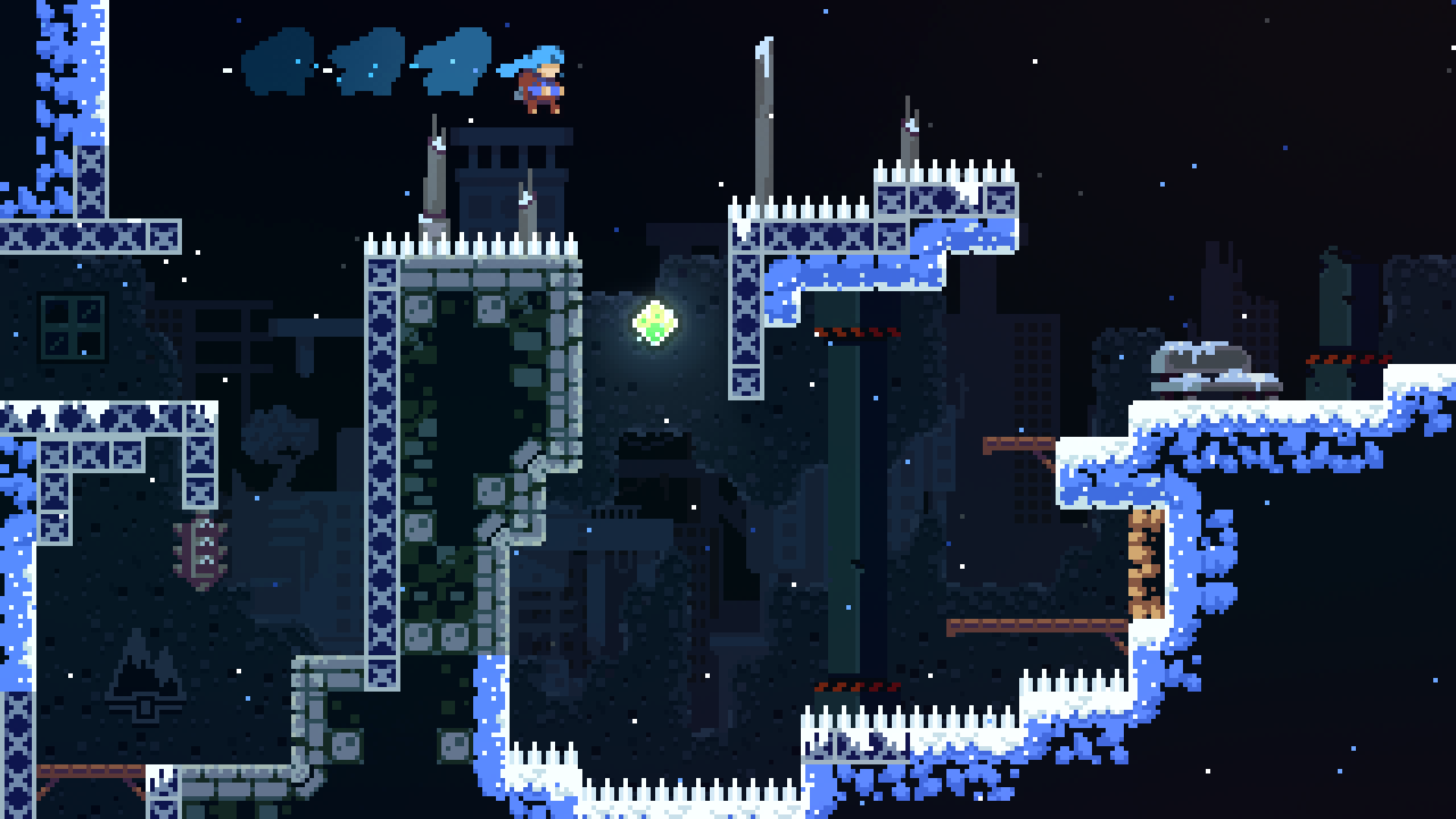
《蔚蓝》的游戏截图，该作采用像素风格

像素游戏（英語：pixel (art) game）是以像素风格为主要展现形式的电子游戏，可分为粗像素和细像素两类。此种艺术风格可适用于多种游戏类型，包括即时战略游戏、第一人称射击游戏等。部分游戏还将三维图形加入到像素游戏中，让玩法更有深度。
《中国大百科全书》将此类游戏的发展分为两个阶段。第一阶段为20世纪70至80年代，由于硬件性能有限，且屏幕分辨率不高，开发者只能用像素展示游戏内容，包括《太空侵略者》（1978年）、《吃豆人》（1980年）等。随后，部分细像素游戏开始流行，包括《超级马力欧兄弟》（1985年）、《魂斗罗》（1987年）。而随着硬件水平进步，尤其是索尼PlayStation和任天堂64等具备3D图形能力的家用机面世，此类游戏逐渐退出主流市场，取而代之的是更加清晰且仿真的游戏。例如，1981年开发的首代《德军总部》采用平面像素风格，而于2009年开发的则为次世代游戏风格。第二阶段为21世纪初，为了节约游戏成本、缩短开发周期，部分独立游戏开发商选择使用像素风格。此类游戏包括《我的世界》（2009年）、《泰拉瑞亚》（2011年）、《Fez》（2012年）、《星露谷物语》（2016年）等。同时，也有部分怀旧复刻游戏面世，例如《魂斗罗4》（2007年）、《洛克人9》（2008年）等。
IGN中国的金峰认为，此类游戏「能够更淋漓尽致地展现开发者的玩法创意，而不必做一些商业上的表面功夫」，并且由于硬件要求较低，开发者可以加入各类特效。游戏大观也评论称，此种风格不仅降低了技术门槛，还因游戏视角固定，能够更准确地展现出开发者意图。钱若云等人在《大众文艺》一刊中写道，早期的像素游戏已经形成了「特定的时代价值」，故部分开发商刻意追求此类风格。石琳等人也在期刊《美术大观》中提及，年轻一代经历了早期的像素游戏，而「他们左右着这个时代的审美取向和视觉符号」。The Verge的Sam Byford撰文称，「像素艺术」虽常与「复古」划等号，但二者并非必然关系。他还认为，像素更多是一种视觉抽象，并且永远不会过时。不过，金峰也指出，像素风只是一类美术风格，并不意味着游戏精良；他甚至还说，「大部分游戏都是空有情怀的平庸作品」。

## 延伸阅读
- Silber, Daniel. . Boca Raton: CRC Press. 2016. ISBN 978-1-4822-5231-6 （英语）.